# حاجی میرزا آقاسی
حاجی میرزا عباس ایروانی معروف به حاجی میرزا آقاسی (زادهٔ ۱۱۶۲ یا ۱۱۶۳ خورشیدی در ماکو – درگذشتهٔ مرداد ۱۲۲۸ خورشیدی در کربلا) به مدت ۱۳
سال از ۶ تیر ۱۲۱۴ خورشیدی تا ۲۸ مهر ۱۲۲۷ خورشیدی صدراعظم محمدشاه بود.

## جوانی
عباس، پسر یک ملّای رعیت زمین‌دار اهل ایروان و از خاندان بیات بود. تحصیلات مقدماتی خود را نزد پدرش میرزا مسلم، از علمای ایروان، گذراند. در نوجوانی همراه پدرش به عتبات عالیات عراق سفر کرد و آنجا چند سال زیر نظر یک درویش نعمت‌اللهی به نام ملاعبدالصمد همدانی درس خواند. در جریان حملهٔ وهابیون به کربلا (ذوالحجهٔ ۱۲۱۶، مارس ۱۸۰۲)، ملاعبدالصمد کشته شد و آقاسی خانوادهٔ او را برداشت و با خود به شهر همدان آورد. گفته شده که ممکن است کشته‌شدن مرادش در یک جنگ مذهبی، در مخالفت او با اهل دین و شکیبایی‌اش در برابر اقلیت‌های مذهبی تأثیرگذار بوده باشد. او برای مدتی مانند یک درویش دوره‌گرد زندگی می‌کرد و در این مدت به سفر حج نیز رفت. پس از آن به شهر مادری خود بازگشت و در آنجا مشغول کار برای یکی از بزرگان ارمنی شهر ایروان شد.

## ورود به دربار عباس‌میرزا
مدتی بعد به تبریز رفت که در آن‌زمان پناهگاه درویشان نعمت‌اللهی بود و به خدمت وزیر عباس میرزا، میرزا بزرگ (عیسی) قائم‌مقام فراهانی، درآمد که حامی صوفیه بود. میرزا بزرگ، عباسِ درویش را تشویق کرد که رخت ملّایی به تن کند و آموزگاری پسرش موسی (برادر ناتنی ابوالقاسم قائم‌مقام فراهانی) را به او سپرد. عباس در خدمت میرزا بزرگ درجات ترقی را طی کرد و حتی تیول (املاک) در اطراف تبریز به دست آورد و به عنوان «آقاسی» نائل شد؛ اما مرگ میرزا بزرگ در سال ۱۲۳۷ ه‍.ق (۱۸۲۱ م) جایگاه و اموال او را به خطر انداخت.
رقابت بین پسران قائم‌مقام یعنی موسی و ابوالقاسم، اختلاف و تفرقهٔ میان ترک و فارس در تبریز را بیش از پیش آشکار کرد و آقاسی که ترک‌تبار بود و روابط زیادی با بزرگان ترک-کرد خاندان بیات در ماکو داشت، مجبور شد برای درامان ماندن از ابوالقاسم که در نزاع با برادرش پیروز شده بود، به امیرخان سردار در شهر خوی پناه ببرد. با وساطت امیرخان سردار، آقاسی دوباره به خدمت ولیعهد قاجار بازگشت و در سال ۱۲۴۰ ه‍.ق (۱۸۲۴ م) به عنوان معلم اصلی پسران ولیعهد از جمله فریدون میرزا و پس از آن محمد میرزا (بعدها محمدشاه) تعیین شد.

## اثرگذاری بر محمدمیرزا
تأثیر روزافزون آقاسی بر محمد میرزا و شاهزاده‌های دیگر قاجار، باعث شد که علیرغم انتقاد و بدبینی شدید قائم‌مقام نسبت به شخصیت نامتعارف و شیوهٔ تدریس او، پله‌های ترقی را طی کند. آموزه‌های اخلاقی آقاسی که ترکیب غریبی از حکایات مشهور عرفانی و ریاضت و پرهیزکاری بود، و ادعاهای او مبنی بر قدرت پیشگویی و آینده‌بینی باعث شد آقاسی در دیدهٔ شاگردانش به شخصیتی بزرگ و استادی تمام‌عیار تبدیل شود. او همواره به محمدمیرزا اطمینان می‌داد که روزی بر تخت پادشاهی خواهد نشست. حتی به نظر می‌رسد سخنان او بر عباس میرزا هم اثراتی گذاشته باشد.
آقاسی در شهر ایروان منافعی داشت و به نظر می‌رسد که گرایش او به ایدهٔ جهاد، احتمالاً در رویکرد ستیزه‌جوی دربار تبریز، درست قبل از جنگ دوم ایران و روسیه (۲۸–۱۸۲۷)، نقش داشته‌است. برخلاف امید و انتظار قائم‌مقام، شکست در این جنگ هم نتوانست باعث کاهش اثرگذاری آقاسی و صمیمیت او با محمد میرزا شود. علاوه بر این به نظر می‌رسید که جمع‌شدن آوارگان جنگی اهل ایروان در شهر ماکو، حتی موضع آقاسی را تقویت کرده‌است.

## صدراعظم محمدشاه
با آغاز پادشاهی محمدشاه در ربیع‌الاول ۱۲۵۰ (نوامبر ۱۸۳۴) که محمدشاه آن را تحقق پیش‌بینی‌های آموزگار خود می‌دانست، قائم‌مقام فراهانی به صدراعظمی رسید. صدراعظمی او پادشاهی محمدشاه را در دوره‌ای آشفته از گذار و در مقابل رقبای سرسخت، عملاً تضمین می‌کرد. با وجود این، کمتر از یک سال بعد، محمدشاه به تحریک مخالفان قائم‌مقام که آقاسی سرکردهٔ آنها بود، به قدر کافی احساس اطمینان کرد و صدراعظم خود قائم‌مقام را در صفر ۱۲۵۱ (ژوئن ۱۸۳۵) به قتل رساند و اندکی پس از آن، آقاسی را به جای او منصوب کرد.

آقاسی در ابتدا صدراعظمی محتاط بود اما خیلی زود نشان داد که به قدر کافی مکّار است که بتواند رقبای خود را از میدان به در کند از جمله امیرنظام آذربایجان، محمدخان زنگنه، دایی بزرگ محمدشاه الله‌یار خان آصف‌الدوله، و رهبر نعمت‌اللهی زین‌العابدین شیروانی. رسیدن آقاسی به صدراعظمی و باقی‌ماندن او در این مقام به مدت ۱۳ سال، بیش از همه به دلیل وابستگی و اعتماد بی‌قیدوشرط محمدشاه به او بود. دلیل دیگر این امر، پای‌بندی محمدشاه به سیاست ابتدایی قاجاریان مبنی بر به‌کارگرفتن وزرای ضعیف و فاقد استقلال رای سیاسی بود. اما آقاسی این ضعف را تبدیل به یک مزیت کرد. او رمز بقای خود را در این می‌دید که توجه زیادی به خود جلب نکند و از خود تسلیم و رضا نشان بدهد و در عین حال از طریق فشار عاطفی بر تنها مرید خود، محمدشاه، از زحمت کارهای حکومتی راحت باشد. اما وابستگی محمدشاه به مراقبت و محبت پدرانهٔ آقاسی، برای دور نگه داشتن دشمنان آقاسی کافی نبود. آقاسی که حاضر نبود عنوان معمول صدراعظم را بپذیرد و خود را «شخص اول» می‌نامید، همواره تلاش می‌کرد وجههٔ شاه به‌عنوان «ولی‌الله» را ارتقا بدهد و در عین حال پایگاه قدرت خودش را در چارچوب ساختار اداری کشور، دربار و نیروهای نظامی بسازد و تثبیت کند.

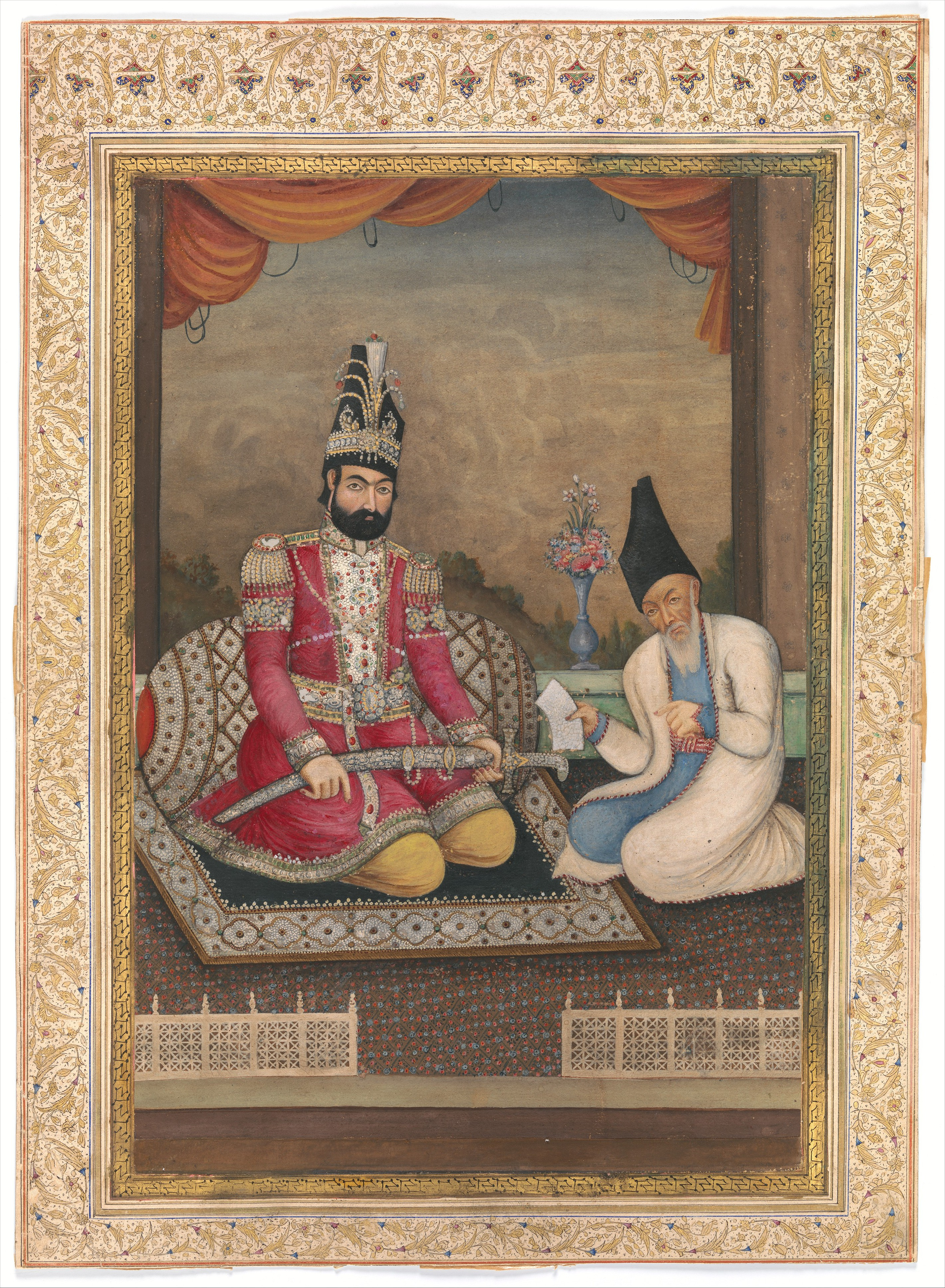
محمدشاه در کنار صدراعظم ایران، نام اثری متعلق به نیمهٔ اول سدهٔ ۱۹ میلادی است. این اثر، صدراعظم وقت حاجی میرزا آقاسی را در حین خواندن نامه‌ای حکومتی برای محمدشاه قاجار به‌تصویر کشیده‌است. این اثر در مالکیت موزه متروپولیتن نیویورک قرار دارد.

آقاسی در یک پاکسازی گسترده به سال ۱۲۵۱ ه‍.ق (۳۶–۱۸۳۵ م)، تمامی عناصر طرفدار قائم‌مقام فراهانی را نابود کرد و متحدان عمدتاً آذربایجانی خود را به جای آنها گماشت. ازدواج او با عزت‌النساء، عمهٔ محمدشاه و دختر فتحعلی‌شاه (که اولین پیشنهاد ازدواج آقاسی را در سفر حج سال ۱۲۴۶ ه‍.ق به شکل تحقیرآمیزی رد کرده بود) کنترل آقاسی بر حرمسرا و دربار را افزایش داد. ازدواج میرزا مسعودخان گرمرودی (انصاری)، یکی از افراد نزدیک به آقاسی، با ضیاءالسلطنه (دختر ذی‌نفوذ فتحعلی‌شاه) نیز این نفوذ و کنترل را بیشتر کرد. والی‌گری استان‌های مهم کشور به آن برادران شاه (مانند فریدون میرزا) داده شد که وفاداری خود را به آقاسی ثابت کرده بودند و انحصار خاندان نوری بر نیروهای نظامی کشور نیز تضعیف شد. اما علیرغم تمام این تلاش‌ها، کنترل آقاسی بر دستگاه حکومت همچنان متزلزل باقی ماند و جایگاه او اغلب از سوی رقبای برجسته‌اش در خاندان قاجار به چالش کشیده می‌شد. در نهایت از سال ۱۸۳۷ به بعد، توازن قوایی به دست آمد و چهره‌های قدرتمند در سمت‌های مهم کشور باقی ماندند. در سال‌های بعد از آن، تلاش‌های بسیاری برای برکناری آقاسی انجام شد و همین امر در شکل‌گیری فضای بی‌ثبات و توطئه‌اندیشانهٔ دوران پادشاهی محمدشاه، نقش اساسی داشت.
در ربیع‌الاول ۱۲۵۲، محمدشاه برای سرکوب ترکمانان نواحی گرگان و اترک عازم آنجا شد اما شکست خورد و در بازگشت، با نخستین بدگویی مخالفان دربارهٔ بی‌کفایتی آقاسی روبه‌رو شد. ظاهراً عامل بدگویی، زین‌العابدین شیروانی بود. محمدشاه تنبیه بدگویان را به آقاسی واگذارد. آقاسی برخی را پند داد، گروهی را تهدید کرد و عده‌ای را از مجالست در دربار محروم ساخت.
جنگ هرات در سال ۵۳–۱۲۵۲ ه‍.ق (۳۸–۱۸۳۷ م)، اولین آزمون مهم کفایت آقاسی بود و نشان داد که مدرن‌سازی ارتش، به سبک شخص آقاسی، شکست خورده‌است. دیپلماسی متزلزل در مقابل فرماندهٔ افغان کامران میرزا و فرستادهٔ انگلیسی جان مک‌نایل، فرماندهی ضعیف بر ارتشی فلج‌شده از گرسنگی و تفرقه و اهداف نظامی نامشخص، از دیگر عوامل شکست ایران در این جنگ بود. نقشهٔ آقاسی مبنی بر محاصرهٔ بخشی از شهر برای تسهیل فرار سکنهٔ شهر، با هدف نابود ساختن قدرت دشمن، یک تاکتیک غیرمرسوم و ناآزموده بود. اما تدارکات ضعیف، روحیهٔ پایین، تاخیرهای طولانی و خواسته‌های آن‌چنانی مقامات کشور، باعث شد انگلیسی‌ها بتوانند سیاست خود مبنی بر حمایت از افغان‌ها را دیکته کرده و شکستی خفت‌بار بر محمدشاه و وزیر او تحمیل نمایند. ماجرای جنگ هرات و لطمه‌ای که به روابط ایران و انگلیس زد، نخستین رویارویی جدی این دو کشور بود و عملاً باعث شد که انگلیسی‌ها هم مانند روس‌ها در پی آن برآیند که ایران را به یک کشور حائل ضعیف فروکاهند.
منش آقاسی، ترکیبی از مدارا از سر ضعف، چاپلوسی و طعنه‌زنی بود. اما روح سیاست خارجی او عمدتاً همان چیزی بود که وزرای پیش از او پیش گرفته بودند: برای تضمین یکپارچگی ایران و حفظ خاندان قاجار، باید بالاترین درجهٔ مقاومت مسالمت‌جویانه را در مقابل قدرت‌های اروپایی نشان داد و در عین حال هر اقدامی که بتواند سطحی از رقابت را بین آنها حفظ کند انجام داد، بلکه خواسته‌ها و دست‌اندازی‌های سرزمینی و غیرسرزمینی آنها در آینده تا حدی تعدیل شود. آقاسی در کنار این سیاست مبتنی بر حرف‌شنوی و اطاعت، نسبت به گشودن بازارهای ایران به روی سرمایه و محصولات اروپایی تمایل نشان نمی‌داد و به نتیجهٔ اصلاحات و مدرن‌سازی به سبک غربی هم بدبین بود.
در عهدنامهٔ ۱۸۴۱ ایران و انگلیس (اصلاحیه‌ای بر عهدنامهٔ ۱۸۱۴ که سال‌ها در برابر آن مقاومت شده بود و بهای نهایی برای ادامهٔ روابط دوستانه با انگلیس پس از شکست هرات محسوب می‌شد) ایران عقب‌نشینی بیشتری از خود نشان داد. آقاسی مجبور شد برای پایان‌دادن به اشغال جزیرهٔ خارگ توسط بریتانیا و تثبیت حاکمیت ایران بر این جزیره، در زمینهٔ نمایندگی کنسولی و افزایش میزان واردات خارجی دست به سازش بزند. در عین حال، اعتراض آقاسی به بی‌اعتنایی علنی انگلیس نسبت به ادعای ایران بر بحرین در اوایل سال ۱۸۴۰، در بازداشتن انگلیسی‌ها از بلندپروازی‌های مشابه در رابطه با دارایی‌های حیاتی‌تر ایران در خلیج فارس، چندان بی‌تاثیر نبود.
سهم‌خواهی روس‌ها، عمدتاً بر مبنای مادهٔ ۷ عهدنامهٔ ترکمانچای (۱۸۲۶) که حقوق انحصاری دریانوردی در دریای خزر را به روس‌ها اعطا می‌کرد، از سوی آقاسی با برخورد ملایم‌تری روبرو شد. پس از اختلافات دیپلماتیک طولانی، تقاضای روسیه برای دریانوردی در تالاب انزلی و ایجاد یک پایگاه کشتیرانی در جزیرهٔ آشوراده نهایتاً برآورده شد، خصوصاً به این دلیل که تنش‌های فزاینده و اشغال اجباری این جزیره (در ۱۲۶۰ ه‍.ق مصادف با ۱۸۴۴) آقاسی را مجبور کرد که از ترس تبعات نظامی شدید، تسلیم شود. این اقدام، زمینه‌ساز طرح ادعاهای انگلیس دربارهٔ طرفداری آقاسی از روسیه و بعدها شکل‌گیری افسانه‌ای درخصوص جهل و بی‌اعتنایی سیاسی او نسبت به منافع ایران در دریای خزر شد. آقاسی که در میان بازی دو قدرت امپریالیستی بر سر کسب قلمرو گرفتار شده بود، گزینهٔ چندانی نداشت جز قربانی‌کردن حاشیه به امید حفظ مرکز. از سیاست خارجی آشفته، سازش‌کار و ضدّونقیض آقاسی به‌سختی می‌توان دفاع کرد. با وجود این، اجرای سیاستی منسجم و مستقل در مقابل تجاوز خارجی، خصوصاً پس از عهدنامهٔ ترکمانچای و شکست در جنگ هرات، بسیار بعید می‌نمود.
آقاسی برای علاج فشار روزافزون قدرت‌های خارجی، مدتی به قدرت‌های جایگزین جهان روی آورد اما دستاوردی نداشت. مذاکرات کم‌حرارت با محمدعلی پاشای مصر در پاسخ به پیشنهاد نامبرده برای تشکیل یک ائتلاف ضدروسی، پس از عقب‌نشینی محمدعلی پاشا از سوریه (۱۸۴۰)، احتمالاً از ترس تلافی‌جویی روسیه، نیمه‌کاره رها شد. پس از اقدام مشترک قدرت‌های اروپایی علیه مصر، آقاسی در جستجوی متحدی برآمد که آسیب‌پذیری کمتری داشته باشد و محتاطانه به فرانسه روی آورد. هیئت دیپلماتیک فرانسه، به سرپرستی دوسرسی (۴۰–۱۸۳۹) پس از آنکه نتوانست آقاسی را راضی به امضای یک عهدنامهٔ تجاری کند، تا حدی دلسرد شد. در این دوره، در کشور عرب همسایه یعنی عراق، قتل‌عام کربلا به دست سربازان عثمانی (۱۲۵۹ ه‍.ق مصادف با ۱۸۴۳) رخ داد و منجر به مطالبهٔ عمومی برای تلافی‌جویی شد. روابط ایران و عثمانی که پیش از این بر سر محمره (خرمشهر کنونی) و مرزهای غربی تیره و تار بود، پس از این رویداد حتی عداوت‌جویانه‌تر شد. آقاسی تمایلی به تلافی در این خصوص نداشت و تلاش کرد با اعتراض‌های علنی اما عمدتاً بی‌ثمر خطاب به دربار عثمانی، علما و عموم مردم را دلخوش کرده و ساکت نگاه دارد. اما کنفرانس ارزروم (۴۷–۱۸۴۳) برای ایران یک پیروزی نسبی بود چون نه‌تنها حاکمیت ایران بر محمره و ایمنی زائران ایرانی عراق را تضمین می‌کرد، بلکه عهدنامه ارزروم نیز نشانه‌ای اطمینان‌بخش از احترام انگلیس و روسیه به تمامیت ارضی ایران بود.
سنگ‌بنای سیاست داخلی آقاسی پس از نزاع قدرت در سال‌های ۳۶–۱۸۳۵، حفظ درجه‌ای از کنترل بر محمدشاهِ بیمار بود و برای این کار، اولا دسترسی مستقیم به شخص شاه را کاهش داد و ثانیاً توجه شاه را مدام به خطرات واقعی یا ساختگی نسبت به تاج و تختش جلب می‌کرد. تا اواخر سال ۱۸۳۰، دست‌پروردگان و حامیان خود آقاسی به کنترل نسبی رسیدند و سربازان منفور «فوج ماکویی» (مهاجران ایروانی) که به شخص آقاسی وفادار بودند، در قالب یک ارتش شخصی عمل می‌کردند تا نفوذ آقاسی بر پایتخت را حفظ کنند. هرجا ممکن بود، افسران آذربایجانی و کرد به سمت‌های ایالتی منصوب می‌شدند. اما تمامی این اقدام‌ها نتوانست تغییر ناگهانی و خاصی در جاری‌شدن درآمد از استان‌هایی که هنوز تحت کنترل رقبای آقاسی بودند (معتمدالدوله در فارس و سپس اصفهان؛ آصف‌الدوله و سالار در خراسان؛ و بهمن میرزا در آذربایجان) ایجاد کند.
برای جبران کمبود درآمد و بحران مالی متعاقب آن، آقاسی (شاید با الهام از سیاست ارزی محمدعلی پاشا) به سیاست بسیار نامحبوب ضبط و مصادرهٔ تیولی که در دوران پادشاهی فتحعلی‌شاه اعطا شده بود روی آورد. مصادرهٔ گستردهٔ زمین‌ها، گاهی حتی املاک خصوصی، به‌خصوص در مجاورت پایتخت، باعث شد موقعیت مقامات پاکسازی‌شده از حکومت بیش از پیش تضعیف شود، و به آقاسی امکان داد که نه‌تنها حقوق سربازانش را بدهد و طرح‌های دیگر حکومت را تأمین مالی کند، بلکه امر حساس تأمین غلات برای پایتخت را نیز تضمین کرد. آقاسی با حمایت از تفسیر به‌شدت متعصبانه از احکام فقهی، تعداد زیادی از روستاها را از تیول‌داران پس گرفت. او در اواخر دوران صدراعظمی‌اش، مالکیت ۱۴۳۸ روستا با ارزش کل یک میلیون تومان را در معامله‌ای به شاه انتقال داد.
آقاسی برای ایجاد درآمد بیشتر (و شاید مطابق با باورهای نعمت‌اللهی‌اش مبنی بر بازگشت به زمین)، تلاش کرد زمین‌های زیر کشت را گسترش بدهد و سیستم آبیاری را بهبود بخشد. او علاقهٔ خاصی به ساخت قنات‌های و کانال‌های آب جدید نشان می‌داد. هرچند این طرح‌ها همیشه موفق نبود، اما به نظر می‌رسید که محصولات کشاورزی را تا حدی افزایش داده و حتی شاید باعث کاهش بیکاری در شهرها شد. چند روستا در اطراف تهران احیا شدند و تعدادی طرح ساخت و ساز به اجرا گذاشته شد از جمله کانال آبیاری کرج (برای کاهش کمبود آب در پایتخت)، انبار در بازار تهران و جاهای دیگر، قلعه‌های مرزی، آرامگاه برای چهره‌های مقدس صوفی، و باغ-کاخ‌هایی در شمال تهران.
برای کاهش کسری سرسام‌آور بودجه، گام‌هایی مشابه با تلاش‌های اولیه در دوران فتحعلی‌شاه برداشته شد، از جمله محدودکردن واردات پارچه‌های خارجی با تشویق به مصرف پارچه‌های داخلی در دربار، ارتش و حکومت. اما این اقدامات نتوانست صنایع محلی را از نابودی نجات بدهد و علیرغم اعتراض‌های مکرر از سوی اصناف داخل کشور، حکومت آقاسی نتوانست فشار تجاری اروپا را تاب بیاورد.
پس از شکست در جنگ هرات در سال ۱۸۳۸، تلاش‌های گسترده‌تر اما نامنظم‌تری هم در حوزهٔ تجدید تسلیحات انجام شد و عمدتاً به سیاق همان اصلاحات «نظام جدید» ی بود که توسط عباس‌میرزا آغاز شده بود. با کمک ناچیز اروپا، ریخته‌گری‌های جدیدی در شهرهای بزرگ کشور و توپخانهٔ بزرگی شامل تسلیحات میدانی و توپ ساخته شد. برای پاسخگویی به نیازهای ضروری ایران در زمینهٔ علم و فناوری، برای اعزام دومین گروه دانشجویان به خارج از کشور تلاش‌هایی انجام شد. مذاکرات با محمدعلی پاشا به جایی نرسید. مدتی بعد، دولت فرانسه در پاسخ به درخواست آقاسی برای مساعدت فنی، قبول کرد دانشجوهای ایرانی را تعلیم بدهد و گروهی از دانشجویان در اوایل دههٔ ۱۸۴۰ به فرانسه اعزام شدند که البته اطلاعات زیادی دربارهٔ آنها در دست نیست. پیش از آن، میرزا صالح شیرازی که او هم در اروپا درس خوانده بود، تحت نظارت آقاسی اولین روزنامهٔ ایرانی به نام کاغذ اخبار را در سال ۱۲۵۳ ه‍.ق (۱۸۳۷) منتشر کرد.
علیرغم این اصلاحات و تأثیر مثبت آن، هیچ‌یک از این اقدامات نتوانست حکومت را از مضیقهٔ اداری و مالی نجات بدهد. کمبود درآمد خزانهٔ مرکزی کشور به معنای کسری بودجهٔ فزاینده بود که تا سال ۱۲۶۴ ه‍.ق (۱۸۴۸) به حدود یک میلیون تومان رسیده بود. در اواسط دههٔ ۱۸۴۰، مدیریت ضعیف و بی‌نظم آقاسی و جهل او نسبت به امور مالی، حکومت مرکزی را به آستانهٔ ورشکستگی مالی کشانده بود. ادارهٔ نامنظم کشور، فساد، فروش سمت‌ها، ناتوانی از متعادل‌کردن بودجه و سامان‌دهی به مالیات و جمع‌آوری بدهی‌های معوقه، حکومت را به بحرانی عمیق فرو برده بود. به‌علاوه، تخصیص اشتباه منابع کشور و نارضایتی روزافزون به دلیل گسترش ناامنی و زورگیری، هرگونه اصلاحات مثبتی را در دولت آقاسی انجام شده بود خنثی می‌کرد.
وخامت ناگهانی حال محمدشاه در حدود سال ۱۲۶۱ ه‍.ق (۱۸۴۵)، موج جدیدی از مخالفت و نزاع قدرت را به راه انداخت و آقاسی متوجه شد که پس از مرگ شاه باید احتیاط در پیش بگیرد. آقاسی نافرمانی و سرکشی مکرّر پسرخواندهٔ نیمه‌دیوانه‌اش، الله‌قلی‌خان ایلخانی، نوهٔ فتحعلی‌شاه، را دستاویزی برای بدنام‌کردن رقبا و متهم‌کردن آنها به خیانت و توطئه می‌کرد که همین امر موجب تشویق الله‌قلی‌خان و بلندپروازی‌های سبکسرانهٔ او می‌شد. پس از بهبود نسبی محمدشاه، ملک قاسم میرزا، عموی روشنفکر محمدشاه و متحد منوچهرخان معتمدالدوله، متهم به توطئه و از پایتخت تبعید شد. میرزا آقاخان نوری نیز به کاشان تبعید شد. اندکی بعد، الله‌یارخان آصف‌الدوله (عموی بزرگ محمدشاه و متولی وقت حرم امام رضا در مشهد) که دشمن دیرینهٔ آقاسی بود به عراق تبعید شد. اما در سال ۱۲۶۲ ه‍.ق (۱۸۴۶)، محمدحسن‌خان سالار (والی خراسان و پسر آصف‌الدوله که بعدها همدست خاموش برادر شاه، بهمن میرزا، شد) از اقتدار حکومت مرکزی سر پیجی کرد و بدین‌ترتیب شورش خراسان به راه افتاد (۵۰–۱۸۴۱). بهمن‌میرزا پس از تلاشی عقیم در سال ۱۸۴۷، به روسیه پناه برد و آذربایجان را تحت کنترل آقاسی رها کرد. اما این موفقیت‌های نسبی آقاسی، منابع نارضایتی را از بین نبرد و عملاً سال‌های پایانی سلطنت محمدشاه را تبدیل به یک وضعیت سرشار از آشوب و هرج‌ومرج کرد.

## برخورد با بابی‌ها
ادعاهای سید علی‌محمد شیرازی (باب) و رشد سریع جنبش‌های بابی بین سال‌های ۶۲–۱۲۶۰ ه‍.ق (۴۶–۱۸۴۴)، در ابتدا از سوی آقاسی نوعی کفرگویی پیش‌پاافتاده تلقی و نادیده گرفته شد؛ اما در سال ۱۲۶۲ ه‍.ق (۱۸۴۶) هنگامی که والی اصفهان، منوچهرخان معتمدالدوله، تحت تأثیر ادعاهای باب قرار گرفت و حمایت و میزبانی خود را در اختیار باب گذاشت، آقاسی کم‌کم متوجه شد که با یک ائتلاف بالقوه و خطرناک مواجه است. اما نگرانی‌های او با مرگ منوچهرخان در سال ۱۲۶۳ ه‍.ق (۱۸۴۷) و دستگیری باب فرونشست. آقاسی در مرحلهٔ بعد با کنجکاوی همدلانهٔ محمدشاه نسبت به باب مواجه شد که برای او بسیار خطرناک بود؛ به همین دلیل بر محکومیت شدید علما علیه باب تأکید کرد و باب را ابتدا در شهر خودش یعنی ماکو (۶۴–۱۲۶۳ مصادف با ۴۸–۱۸۴۷) و بعد از آن قلعهٔ نفوذناپذیر چهریق زندانی کرد.
مدتی بعد باب را به تبریز بردند و در شعبان ۱۲۶۴ ه‍.ق (ژوئیه ۱۸۴۸) برخی روحانیون ارشد دوباره از او درخصوص عقاید و تعالیمش بازجویی کردند. این نقشه از سوی آقاسی و برای بدنام‌کردن جنبش بابی طراحی شده بود و در عین حال به دشمنان دیرینهٔ آقاسی یعنی علما هم یادآوری می‌کرد که تا چه حد به حفظ حسن‌نیت آقاسی وابسته و نیازمند هستند. علیرغم هم‌پیمانی علما علیه باب و انتقادهای پنهان از برخورد سست حکومت با باب (اظهارات ضد روحانیت شخص آقاسی این انتقادات را تشدید می‌کرد) و با وجود نگرانی آقاسی از ستیزه‌جویی فزایندهٔ بابی‌ها، آقاسی مایل نبود دست به اقدام شدیدی علیه بابیه بزند زیرا می‌ترسید که در شرایط بیماری وخیم محمدشاه و چشم‌انداز شورش محمدحسن‌خان سالار، یک قیام بابی هم به راه بیفتد و اصل بقای تاج و تخت قاجار را به خطر بیندازد. ملایمت و ارفاق نسبی آقاسی در مقابل بابی‌ها، با سیاست کلی او مبنی بر محدودکردن اقتدار علما نیز همخوانی داشت. اقدامات دیگری مانند تبعید و حبس خانگی علمای دردسرساز، قطع یا کاهش مقرری روحانیون و تعیین روحانیون صوفی‌مسلک و طرفدار حکومت به سمت‌های حساس مذهبی، پایگاه علما را تا حدی تضعیف کرد و زمینه‌ساز رشد گرایش‌های ضد روحانیت شد. این اقدامات باعث رشد قابل‌توجه محبوبیت فرقه‌های صوفی نشد اما شاید در ایجاد دیگر قیام‌های مذهبی-سیاسی نقش داشت، مانند انقلاب ناکام رهبر اسماعیلیه آقاخان محلاتی (حسین‌علی شاه) در کرمان (۶۰–۱۲۵۸ ه‍.ق مصادف با ۴۴–۱۸۴۲) و مهاجرت او به هند.

## عزل از قدرت و مرگ
مرگ محمدشاه در شوال ۱۲۶۴ (سپتامبر ۱۸۴۸)، آقاسی را از منبع اصلی حمایتش محروم کرد. دشمنان آقاسی در حکومت و دربار، با تأیید و پشتیبانی ملک‌جهان خانم مهدعلیا (مادر پادشاه جدید یعنی ناصرالدین‌شاه) خیلی زود آقاسی را از قدرت کنار گذاشتند. ادعا می‌شد که آقاسی می‌خواسته پسر دیگر محمدشاه یعنی عباس میرزا ملک‌آرا را بر تخت بنشاند. اگر این ادعا صحت داشته باشد، به نظر می‌رسد در آن شرایط وخیم که سربازان ماکویی آقاسی داشتند در خیابان‌های پایتخت کتک می‌خوردند، این آخرین چارهٔ پیش پای آقاسی برای مذاکره و معامله با قدرت بوده‌است. آقاسی، معزول و هراسان، به حرم شاه عبدالعظیم گریخت و پس از گرفتن تأمین جانی از طریق مذاکرات فرستادگان روس و انگلیس، نهایتاً در عتبات عراق پناه گرفت و یک سال بعد در رمضان ۱۲۶۵ (۱۸۴۹) از دنیا رفت.

## شخصیت آقاسی
چهرهٔ آقاسی، چه در میان هم‌عصران او و چه در روایت‌های مدرن، اغلب به عنوان فردی پست‌فطرت و بی‌کفایت، متصلب، جاهل و عامل اشتباه‌های سیاسی ثبت شده‌است. او از این نظر هم بداقبال بود که دورهٔ صدراعظمی‌اش بین دو سیاستمدار مشهور و خوشنام ایران یعنی قائم‌مقام فراهانی و امیرکبیر قرار گرفت و ضعف‌های شخصی‌اش به تشدید وجههٔ منفی او دامن زد.
صوفی‌گری فی‌البداهه و به‌شدت شخصی آقاسی که در نثرهای کوتاه او هم آشکار است، باعث می‌شد دو روحیهٔ متضاد خودبزرگ‌بینی و خضوع مطلق در او ایجاد شود. خودبزرگ‌بینی او در رفتارهای بی‌پروا و گستاخانه به‌خصوص با زیردستان، توهم نبوغ نظامی، خیال‌پردازی در مورد توان شکست قدرت‌های بزرگ اروپایی، و ادعاهای ضمنی مبنی بر اعجازهای فراطبیعی، منعکس می‌شد. در سوی دیگر، خضوع افراطی او به شکل چاپلوسی‌های بی‌جا و گاهی نوکرمآبانه در مقابل فرستادگان اروپایی، کناره‌گیری متظاهرانه از دنیا، و تمسخر خود بروز می‌کرد. مصادیق این رفتارهای آقاسی، اغلب با دقت و موشکافی توسط وقایع‌نویسان سرخوردهٔ دربار، مقامات برکنار شده و خشمگین و بازدیدکنندگان اروپایی ثبت و ضبط می‌شد که آقاسی را به خاطر گستاخی، خشم بی‌جا، بی‌اعتنایی به رسم و رسوم، بدزبانی، لودگی و سبک زندگی عجیب و غریب مورد انتقاد قرار می‌دادند. تحسین مخفیانهٔ آقاسی نسبت به عیاشی پسرخوانده‌اش، و حرف و احادیث دربارهٔ همجنس‌گرایی سرکوب‌شده در خود آقاسی، در جامعه‌ای که اصرار داشت وجههٔ ظاهری اخلاق‌مداری و رفتار شرعی را حفظ کند، بیش از پیش وجههٔ شخصی او را تخریب می‌کرد.
اوژن فلاندن پس از ملاقات با او در وصف حاج میرزا آغاسی می‌گوید: او از پیشوایان مذهبی است که در ولیعهدی معلم شاه بوده‌است. شاه در هیچ کاری دخالت نمی‌کند و همه امور به دست اوست. از عموم اموراتی که مربوط به خارج از ایران است بی اطلاع است. خشکه مقدس به مانند زائری است که تازه از مکه آمده‌است. هر زمان که می‌خواست جملاتی فصیح بگوید از ادایش کم سوادی‌اش معلوم می‌شد. خودفروشی و تکبرش به نظر عموم رسیده و یکی از بلندپروازی‌هایش این است که توپچی ماهری است.
جان مک نایل کاردار انگلستان در ایران، دربارهٔ او می‌نویسد که وی هرگز منافع کشور خود را قربانی هیچ‌یک از قدرت‌های اروپایی نمی‌کند.
شاید یک خصوصیت قابل‌احترام در وجود آقاسی، مدارا و چشم‌پوشی نسبی او نسبت به دشمنانش باشد، البته بعد از آنکه از بی‌خطر بودن آنها مطمئن می‌شد. کاهش نسبی شکنجه، اعدام و دیگر مجازات‌های بی‌رحمانه در زمان آقاسی، تا حدی به دلیل حساسیت شخصی آقاسی و تا حدی اقتضای ملاحظات عمل‌گرایانهٔ یک حکومت ضعیف بود. همین عمل‌گرایی باعث شد که آقاسی، به شیوهٔ عجیب و غریب خود، متوجه محدودیت منابع و ساختار شکنندهٔ حکومت در مقابل دشمنان داخلی و رقبای خارجی بشود.